# Textus Receptus

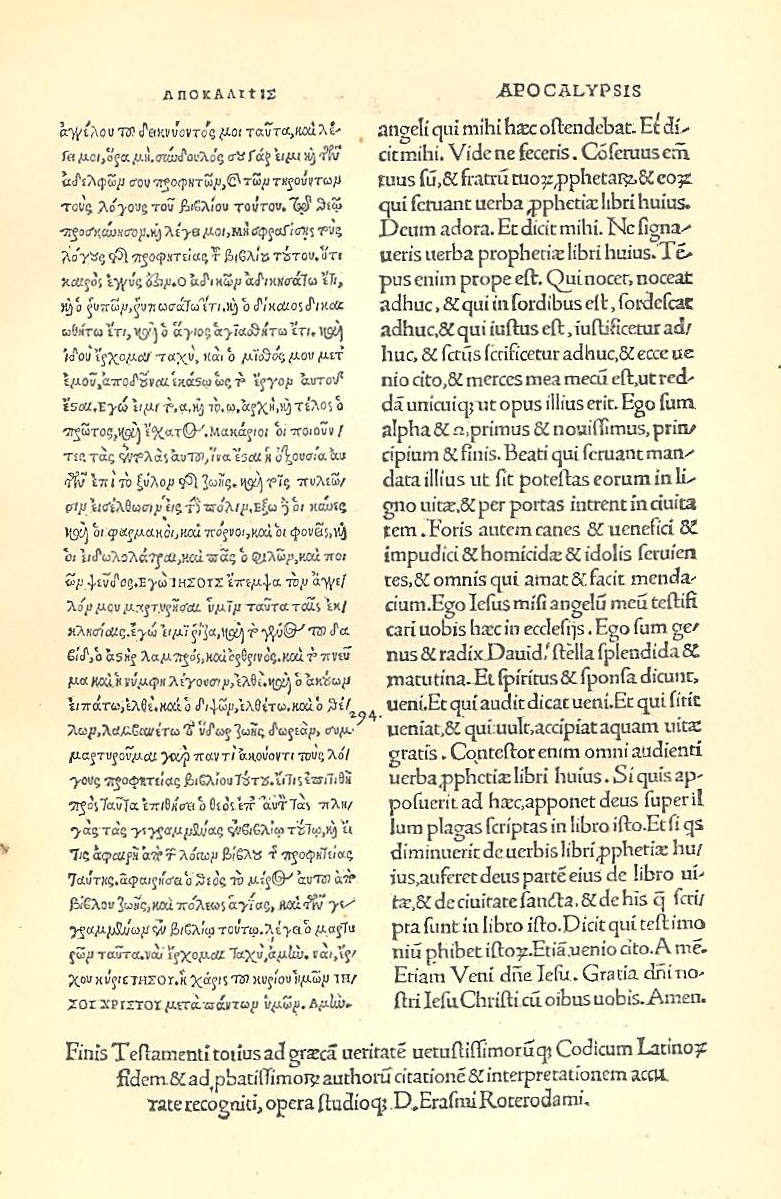
Imagen ilustrativa.

Textus Receptus (término en latín que significa «texto recibido») es el nombre por el cual se conoce el texto griego del Nuevo Testamento editado por Erasmo de Róterdam (Desiderius Erasmus) e impreso por primera vez en 1516 y luego, corregido, en 1519, 1522, 1527 y 1533. Este texto representa a un conjunto de manuscritos en lengua griega del Nuevo Testamento, de los cuales los más antiguos datan aproximadamente del siglo X, y son la base de muchas traducciones clásicas de la Biblia, como la Biblia del Oso en español y diferentes traducciones en otros idiomas (versiones anteriores a 1881). Buenaventura y Abrahán Elzevir introdujeron el término textus receptus como parte del prefacio a su edición del texto en 1633. No debe confundirse con el Texto masorético, del Antiguo Testamento en hebreo.
La coincidencia entre las diferentes ediciones es tan exacta, menos de 1% de variantes, que de ahí que muchos tomen el Textus Receptus como una misma edición, cuando la última edición, la del dr. Scrivener de 1881/1894, es la última de casi 40 ediciones y revisiones, lo que convierte al Textus Receptus en el texto del Nuevo Testamento griego más revisado hasta hoy.

## Historia

### Primera edición
A partir de 1512, Erasmo comenzó a trabajar para la impresión de una edición latina del Nuevo Testamento, para lo cual recopiló variados manuscritos de la Vulgata y para corregir su traducción se apoyó en manuscritos griegos. En abril de 1515 acordó con el impresor Johann Froben la publicación de su traducción latina y de un texto griego que le sirviera como base. A partir de julio de 1515, usó siete manuscritos para realizar la edición griega: los Minúsculos 1eap, 1rK, 2e, 2ap, 4ap, 7p y 817.
Para cada libro del Nuevo Testamento comparó al menos tres o cuatro de los manuscritos, excepto en el Apocalipsis, que solamente estaba en uno de los manuscritos y desgraciadamente a éste le faltaba la última hoja con seis versos. Decidió retraducir este final del latín al griego, tomándolo de la variante textual libro vitae de la Vulgata, que en Apocalipsis 22:19 en lugar de decir απο βιβλου ("del libro") dice , απο του ξυλου ("del árbol")  una lectura que no se encuentra en ningún manuscrito griego. En algunos otros casos también incorporó el texto de la Vulgata Latina, que es la traducción al latín del filólogo trilingüe San Jerónimo de Estridón, como por ejemplo en Hechos de los apóstoles 9:5-6. Esto, sumado al hecho de que los manuscritos en los que se fundó representan una forma tardía del texto bizantino, hizo necesario un gran progreso crítico hasta llegar al grado de restablecimiento del texto griego que exponen hoy las ediciones críticas más modernos, como las de Nestle-Aland, Merk y  Bover, entre otros. Estos últimos toman como base manuscritos mucho más tempranos, como el Códice Sinaitico (siglo IV) o el Códice Vaticano 1209 (siglo IV), tomando en cuenta también otros testimonios como el Papiro 46 (cuya datación es cercana al año 200 d. C. o el Papiro 75 (siglo III), entre tantos otros.
La impresión erasmiana comenzó el 2 de octubre de 1515 y terminó el 1 de marzo de 1516, publicada con el título de Novum Instrumentum. La versión en griego, la primera impresa de la historia, contenía sin embargo varios errores tipográficos.

### Segunda edición
La segunda edición, corregida en 440 loci critici, apareció en 1519 y utilizó también el manuscrito griego conocido como Minúsculo 3 o Codex Cosendocensis. Estaba titulada como Testamentum y contenía también la nueva traducción latina de Erasmo. López de Zúñiga reprochó a Erasmo que en su texto faltaba la parte de I Juan 5, ahora conocida como Coma Juanina, y Erasmo respondió que no la había encontrado en ningún manuscrito griego. Erasmo prometió insertarla en ediciones futuras con la condición de que se encontrase un solo manuscrito griego con esa frase.
La segunda edición fue utilizada por Lutero para su traducción de la Biblia al alemán.

### Otras ediciones de Erasmo
La tercera edición, de 1522, difería de la anterior en 118 lugares e incluyó la cláusula añadida conocida como Coma Juanina, ya que posteriormente fue encontrada en un único manuscrito de elaboración tardía del siglo XVI, la Minúscula 61, aunque Erasmo expresó sus dudas sobre su autenticidad en sus «Anotaciones».
En la Cuarta Edición de 1527, Erasmo mejoró su texto usando la Políglota complutense y en el libro del Apocalipsis introdujo 90 modificaciones. En el resto del texto esta edición sólo difería de la tercera en 20 lugares. Se imprimió en tres columnas paralelas, que contenían el texto griego, la versión latina de Erasmo y la Vulgata.
En noviembre de 1533 Juan Ginés de Sepúlveda envió a Erasmo una descripción del antiguo manuscrito vaticano, informándole de que difería del texto que él había editado en 365 lugares a favor de la Vulgata. En otra carta que envió a Erasmo en 1534, Sepúlveda le informó que los manuscritos griegos estaban alterados a partir de la Vulgata.
La quinta edición de Erasmo fue publicada en 1535, un año antes de su muerte. Dejó de lado la Vulgata. Del resto, esta edición difería de la cuarta sólo en 4 lugares.

### Ediciones posteriores
Robert Estienne, conocido como Stephanus, un impresor de París, publicó el Nuevo Testamento griego en cuatro ocasiones, en 1546, 1549, 1550 y 1551, la última en Ginebra. Las dos primeras están entre los textos griegos más bellos conocidos, y conocida como O mirificam. La tercera edición incluye un instrumental crítico en el que manuscritos citados se refieren al texto, marcados por símbolos (de α para ις). Usó la Polyglotta Complutense (simbolizada por α) y 15 manuscritos griegos. Entre estos se incluyó el Códice de Beza, el Códice Regius y los Minúsculos 4, 5, 6, 2817, 8 y 9. Significó el primer paso hacia la moderna crítica textual y se conoce como la Editio Regia. La edición de 1551 contiene la traducción latina de Erasmo y la Vulgatae introdujo por primera vez la división del Nuevo Testamento en versículos.
La tercera edición de Estienne fue utilizada por Teodoro de Beza, quien la editó nueve veces entre 1565 y 1604. En el aparato crítico de su segunda edición entre los manuscritos utilizados incluyó el Codex Claromontanus y el Nuevo Testamento siríaco publicado por Emmanuel Tremellius en 1569.

## Defensa del Texto Recibido
Edward Hills fue el primer crítico textual que defendió al Texto Recibido. Parte de la defensa de la superioridad del tipo textual bizantino del Nuevo Testamento, realizada a finales del siglo XIX por J. W. Burgon y Edward Miller, valora los trabajos de Erasmo, Stephanus y Beza y además se centra en exponer diversos argumentos doctrinales. Aunque otros expertos han defendido el Texto Recibido, algunos parten de argumentos fundamentalmente doctrinales no están reconocidos como críticos textuales (por ejemplo Theodore Letis, David Hocking) o sus obras no están en un nivel erudito (por ejemplo Terence H. Brown o D. A. Waite).
Wilbur Norman Pickering ha hecho un completo resumen de los argumentos que desde el punto de vista de la crítica textual permiten defender el Texto Recibido y el tipo de texto bizantino en que se basa. Sin embargo, la debilidad de los argumentos de Wilbur Norman Pickering han sido puestos en evidencia por el Dr. Daniel B. Wallace, profesor de griego y de Nuevo Testamento del Dallas Theological Seminary.
Otro aspecto a tener en cuenta es la coincidencia de pasajes propios de lecturas en el Texto Recibido o del Texto Mayoritario en autores cristianos primitivos. Por ejemplo en Lucas 23:34 la oración intercesora de Jesús en la cruz, "Y Jesús decía: Padre, perdónalos, porque no saben lo que hacen. Y repartieron entre sí sus vestidos, echando suertes." En el Texto Crítico se duda de dicho pasaje que es atestiguado por el Textus Receptus y el Texto Mayoritario, y por escritores tales como Clemente de Roma en su pseudoepístola clementina XI del siglo I d. C., por Ireneo de Lyon en su libro Contra las herejías del 180 d. C., Taciano en su Diatesaron, también Hegesipo habla de ella de manera indirecta.
Y muchos más pasajes como Hechos 8:37, Mateo 6:13, 1 de Juan 4:3, Lucas 22:43-44, Marcos 9:24, Juan 1:18, 3:13 5:3-4, 1 Corintios15:47, 1 Jn 5:7 entre otros casos.
Con estos ejemplos se demuestra que, aunque haya manuscritos antiguos que encajan más con el Texto Crítico (aunque nunca del todo), hay citas, traducciones y evidencias que están de parte de las lecturas del Textus Receptus.

### Otros tipos textuales
- Tipo textual alejandrino
- Tipo textual bizantino
- Tipo textual occidental

### Otros artículos
- Crítica textual
- Manuscrito bíblico